# Четвърта изтребителна авиобаза
Четвърта изтребителна авиобаза е бивша военна база на българската армия.

## История
Създадена е през 1994 г. от трета ескадрила на деветнадесети изтребителен авиополк и други осигуряващи тилови и свързочни поделения на десети смесен авиационен корпус. През есента на 1996 г. база в Узуджово е придадена към новосъздадения корпус Тактическа авиация и преименувана на двадесет и първа изтребително-бомбардировъчна авиобаза. През 1998 г. прекратява активното си съществуване, а през юни 2002 г. е закрита окончателно.